# 边坡合成孔径干涉雷达
边坡合成孔径干涉雷达（Slope Synthetic Aperture Radar，缩写 S-SAR）简称“边坡雷达”。

## 特色
边坡雷达（S-SAR）是基于「地基合成孔径雷达差分干涉技术」（DInSAR）的远程自动监控的无线感测系统。边坡雷达可对大范围边坡进行定点连续监测，从而对危险区域灾害进行预报。与传统变形观测方法相較，边坡雷达具有6大特色：
- 全天候：不受光线、天气影响（主动式、衰减小）
- 大范围：5km、120度监测范围内全覆盖（通视型）
- 非接触：无需合作点、无需人工跑点（遥感监测）
- 高精度：变形观测精度0.1mm（干涉差分技术）
- 高分辨率：分辨率30cm（离散网格）
- 快速获取：单次测量周期10分钟（2.5m轨道）

## 用途
常应用于采矿领域中，对露天矿边坡、排土场边坡、尾矿库坝坡、水体库坡和坝体边坡、山体滑坡以及建筑物和地表沉降等危险情况进行安全监测预警。